# Milichia savannaticola
Milichia savannaticola är en tvåvingeart som beskrevs av Deeming 1981. Milichia savannaticola ingår i släktet Milichia och familjen sprickflugor.
Artens utbredningsområde är Nigeria. Inga underarter finns listade i Catalogue of Life.